# Jego ekscelencja Pan Minister Rougon
Jego ekscelencja Pan Minister Rougon (fr. Son Excellence Eugène Rougon) – szósty tom cyklu Rougon-Macquartowie, studium polityki czasów II Cesarstwa, którego głównym bohaterem jest Eugeniusz Rougon.

## Treść
Powieść rozpoczyna się w 1857, gdy Eugeniusz Rougon, wpływowy polityk bonapartystowski, na skutek zakulisowych intryg zostaje zmuszony do rezygnacji z piastowanych stanowisk. Rougon usiłuje odzyskać pozycję przy pomocy licznych intryg, małżeństwa z niekochaną kobietą oraz romansu z tajemniczą Włoszką Kloryndą, z którą jednak nie chce się ożenić, bojąc się jej silnego charakteru.
Dowiaduje się o planowanym zamachu na cesarza, jednak nic w tym kierunku nie robi, licząc na kompromitację ministerstwa spraw wewnętrznych. Faktycznie, Paryżem wstrząsa zamach Orsiniego i to Rougon przejmuje tekę ministerialną, razem z odpowiedzialnością za przywrócenie porządku. Korzystając z okazji, świeżo upieczony minister rozdziela państwowe posady między swoich przyjaciół i protegowanych, deportuje setki przeciwników cesarstwa i zyskuje opinię bezwzględnego i skorumpowanego.
Ponownie karta się odwraca: przyjaciele Rougona uważają zyskane względy za niewystarczające i coraz mniej może on liczyć na ich aktywne wsparcie. Kolejne skandale oraz intrygi, tym razem także działania Kloryndy, mszczącej się za to, że Eugeniusz Rougon niegdyś nie chciał się z nią ożenić, doprowadzają go do utraty stanowiska na rzecz dawnego przyjaciela Delestanga.
W finale powieści obserwujemy jednak kolejny zwrot: jest rok 1862, a ze względu na zaangażowanie kraju we Włoszech Rougon, wierny sługa cesarza, zostaje ministrem bez teki ze specjalną misją zmiany wizerunku kraju i zarazem dalszych represji. Izba Deputowanych i Klorynda uznają jego polityczny talent.

## Okoliczności powstania powieści
Zola napisał Jego ekscelencję Pana Ministra Rougona w dużej mierze na podstawie własnych doświadczeń związanych z pracą dziennikarską, w której zajmował się m.in. sprawozdaniami z obrad parlamentarnych. Uzupełnił je lekturą opracowań historii politycznej II Cesarstwa oraz wspomnień osób związanych z dworem.
Zdaniem Paula Alexisa, jak również wielu późniejszych krytyków, Eugeniusz Rougon posiadał wiele cech samego Zoli, chociaż reprezentowane przez niego poglądy polityczne są przez autora jednoznacznie potępione jako wrogie postępowi, antyspołeczne, oparte na chorym pragnieniu władzy (związanym z kolei z koncepcją dziedzicznej choroby psychicznej przyjmującej różne formy). W pierwszej kolejności bohater miał jednak uosabiać całe Cesarstwo, a nawet cały system władzy jednostkowej z jej nadużyciami, despotyzmem i kumoterstwem.

## Narracja i specyfika utworu
Jego Ekscelencja Pan Minister Rougon jest utworem najbliższym metodzie naturalistycznej. Akcja dzieła rozgrywa się w powolnym tempie, a o wiele ważniejsze od konkretnych wydarzeń są obrazy postaci jako typów politycznych, mechanizmów działania sfer rządowych czasów Cesarstwa itp. Chociaż bohaterowie dzieła są postaciami fikcyjnymi, autor niezwykle trafnie oddał klimat życia elit w czasach II Cesarstwa, ukazując ich zepsucie, korupcję i żądzę wzbogacania się. Wymyślonym bohaterom towarzyszą zresztą autentyczne okoliczności - zamach na Napoleona III, pozorna liberalizacja w czasie wojen włoskich, współpraca państwa z Kościołem katolickim. Również postać Eugeniusza ma wiele autentycznych rysów - przypomina jednego z wicepremierów czasów Cesarstwa, Rouhera, oraz ministra spraw wewnętrznych gen. Espinasse, chociaż, podobnie jak bohaterka Nany, jest raczej syntezą i symbolem wielu różnych osób, niż odwzorowaniem jednej z nich. Mimo tego siódmy tom cyklu nigdy nie zaliczał się do najpopularniejszych części sagi Rougonów.
Utwór, równolegle z drukiem w odcinkach na terenie Francji, ukazywał się w petersburskim miesięczniku Wiestnik Jewropy

## Recepcja
Jego ekscelencja Pan Minister Rougon nie wywołał większego zainteresowania. Jedynie Turgieniew i Mallarmé przekazali autorowi związane z powieścią wyrazy uznania.